# جزيرة شورة
جزيرة شورة هي إحدى الجزر الواقعة في أرخبيل فرسان في البحر الأحمر، وتتبع منطقة جازان جنوب غرب السعودية. تبلغ مساحة الجزيرة نحو 2,9 كم2 وتبعد عن الساحل بحوالي 24,40 ميل بحري.